# Kensington Olympia (métro de Londres)
Kensington Olympia (en anglais : Kensington Olympia tube station, ou Kensington (Olympia) Underground station), est une station de la ligne District  du métro de Londres, en zone 2 Travelcard. Elle est située sur l'Olympia Way à West Kensington dans le borough londonien de Hammersmith et Fulham sur le territoire du Grand Londres.
Elle est en correspondance avec la gare de Kensington Olympia dont elle partage une entrée commune.

## Services aux voyageurs

### Desserte

Installations et desserte
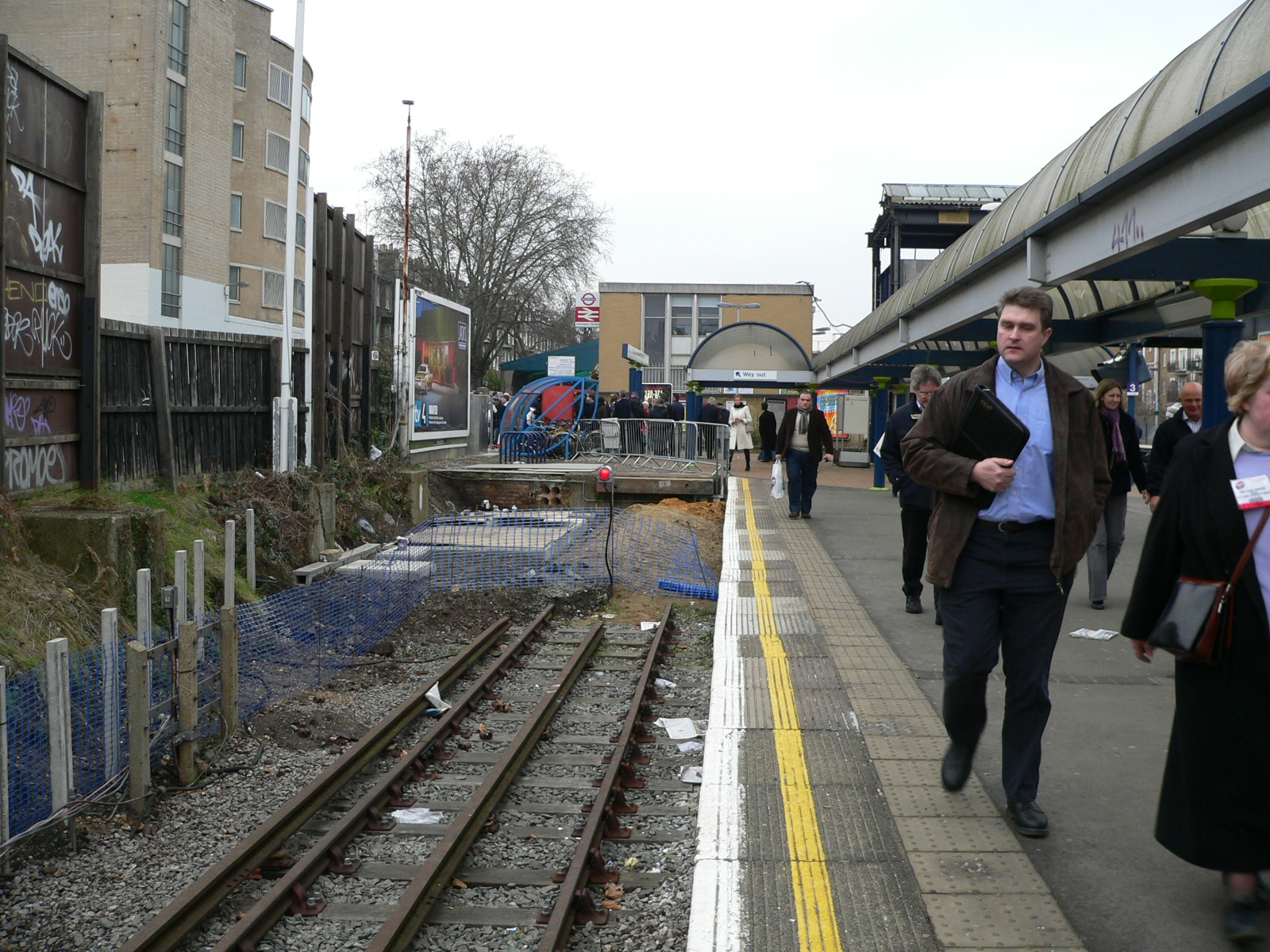
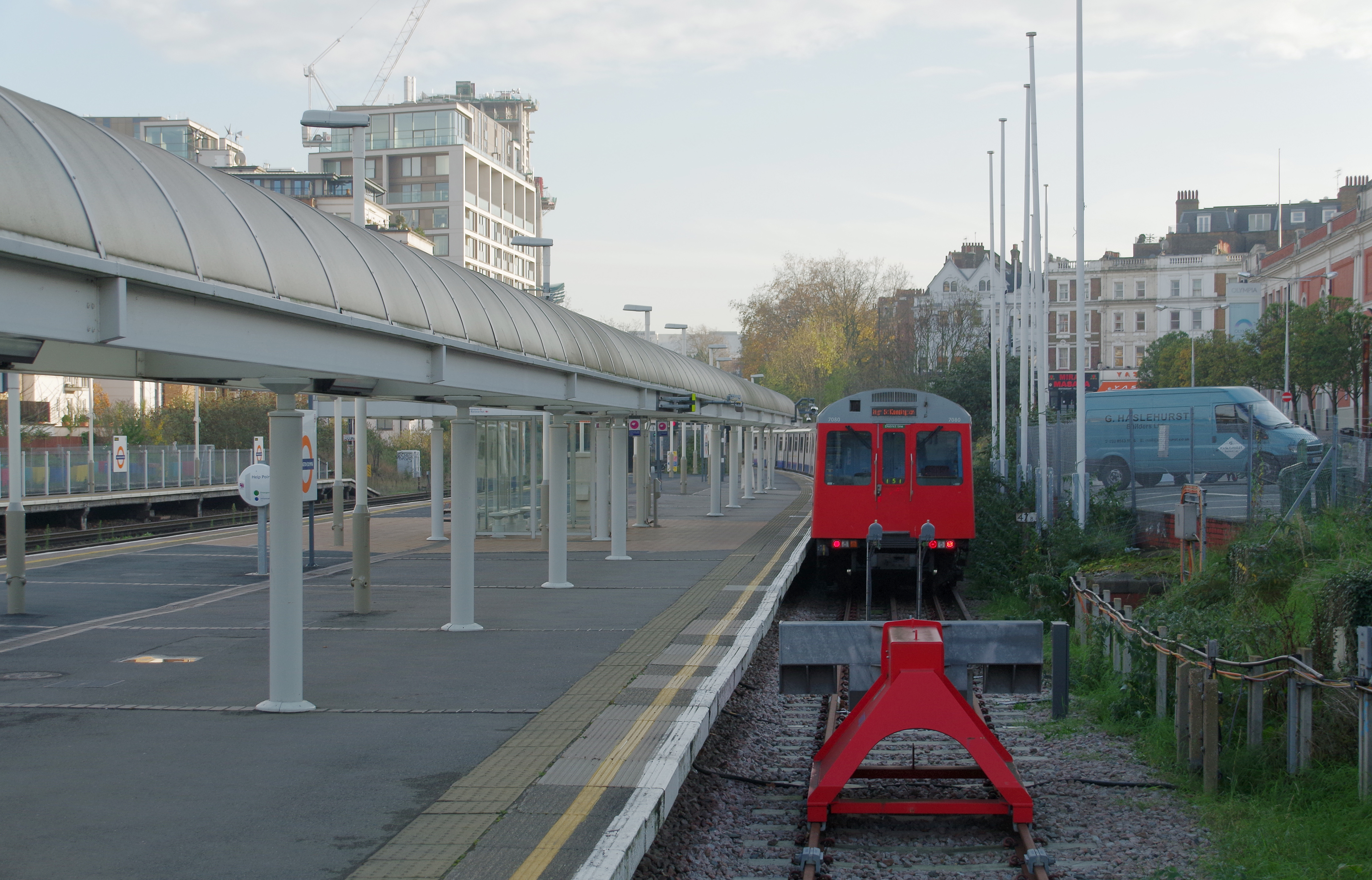
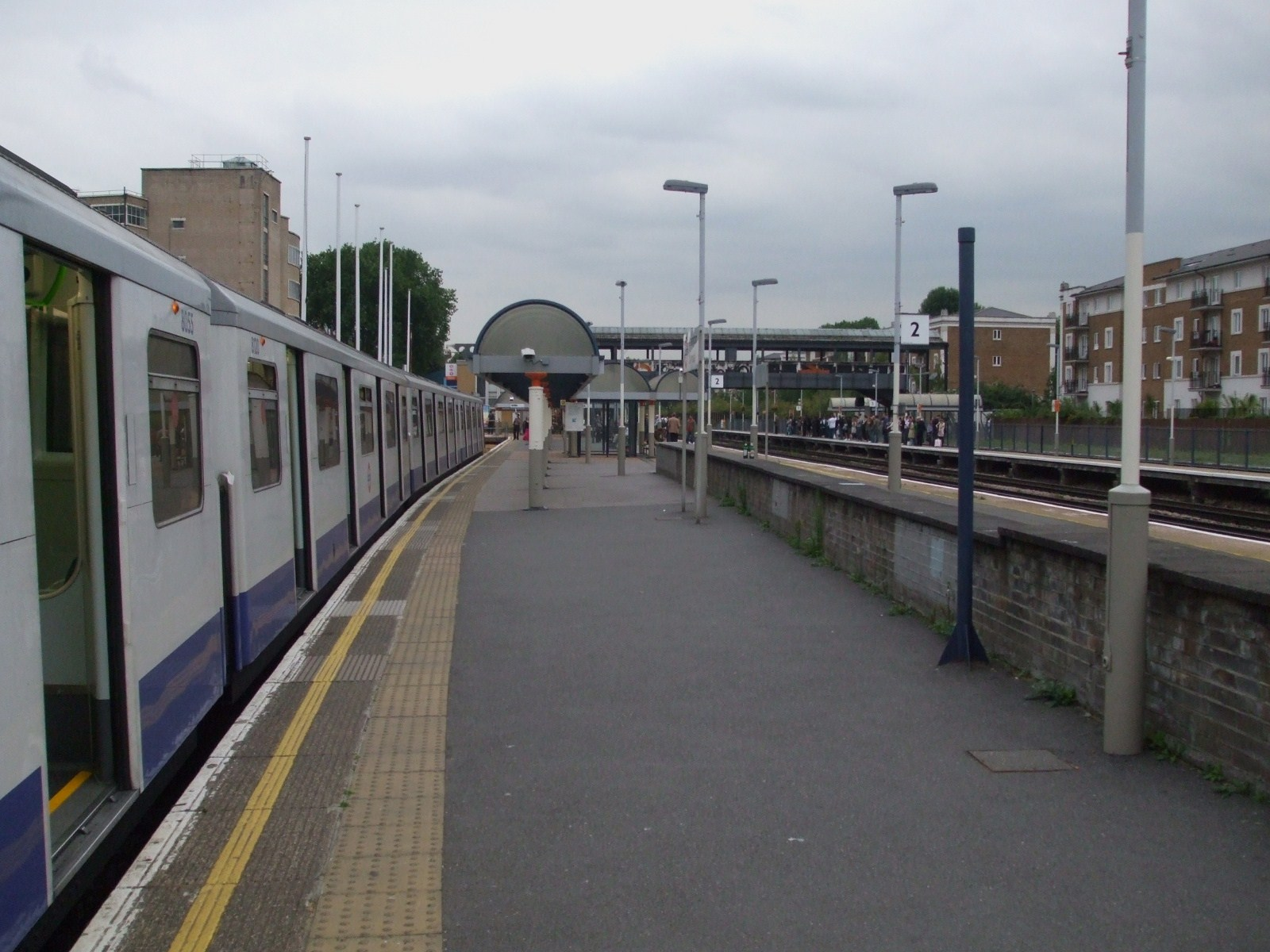